# Пий X
Свети папа Пий X (на латински: Pius PP. X), с родно име Джузепе Мелчиоре Сарто, (на италиански: Giuseppe Melchiorre Sarto) е живял от 2 юни 1835 г. до 20 август 1914 г. Той е 258-ият папа на католическата църква, от 1903 г. до 1914 г., наследил на поста Лъв XIII (1878 – 1903 г.). Пий X е първият канонизиран папа след Пий V (1566 – 1572 г.). Сред постиженията му е записването на католическите доктрини с цел единност на църквата и противопоставяне на модернизирането. Той окуражава у всеки личната набожност и живеене според християнските ценности.